# Накопленный купонный доход
Нако́пленный купо́нный дохо́д (НКД) — это часть купонного процентного дохода по облигации, рассчитываемая пропорционально количеству дней, прошедших от даты выпуска купонной облигации или даты выплаты предшествующего купонного дохода.
Формула расчёта НКД подразумевает необходимость вычисления количества календарных дней от одной даты до другой или длительности периода, определяемого двумя датами. В зависимости от типа облигации, существует несколько базисов для расчёта данных показателей, например «365/366», когда длительность периода от даты T1 до даты T2 определяется как разность дат: T2 — T1.
Размер накопленного купонного дохода можно выразить через размер купона в денежных единицах либо через ставку купона в процентах и номинал.
Стандартная формула для расчёта НКД по российским облигациям от ставки выглядит следующим образом:
НКД = N*(С/100)*T/B, где:
- N — номинал
- C — ставка текущего купона (в процентах годовых)
- T — число дней с момента начала купонного периода по текущую дату
- B — база расчёта (365 дней).